# Maria Reiter
Maria Josepha Reiter (auch Mimi Reiter, Mitzi Reiter; geschiedene Maria Woldrich, verwitwete Maria Kubisch; * 23. Dezember 1909 in Berchtesgaden; † 28. Juli 1992 in München) war in den späten 1920er Jahren eine Bekannte Adolf Hitlers. Sie erzählte 1959 dem Nachrichtenmagazin Stern von einer langjährigen und intimen Beziehung mit Hitler. Ihre Darstellung wird heute als unwahrscheinlich und stark übertrieben bewertet.

## Leben
Marias Eltern, der Mitbegründer der Sozialdemokratischen Partei in Berchtesgaden Karl Reiter und Mara Reiter geb. Wenger (gest. 9. November 1926), hatten 1908 in Berchtesgaden geheiratet. Nach ihren eigenen Angaben war Hitler 37 Jahre alt und sie erst 16, als sie ihm in seinem bevorzugten Geschäft in Obersalzberg erstmals begegnete. Das wäre im Jahr 1926 gewesen. Nach einer anderen Version sollen sie sich im Kurpark Berchtesgaden begegnet sein, wo sie den Hund ihrer Schwester ausführte. Hitler soll Maria Reiter, nach einer längeren freundschaftlichen Beziehung, einen Heiratsantrag gemacht haben. Er habe mit ihr eine Familie mit „blonden“ Kindern gründen wollen. Als er sie dann für Monate nicht mehr aufsuchte, habe sie sich 1927 umbringen wollen, was aber ihr Schwager noch rechtzeitig verhindert habe. Zudem soll sie erfahren haben, dass sich Hitler mit seiner Nichte Geli Raubal traf. 
Nach einer gescheiterten Ehe (5. Oktober 1930 in Stams – 10. Februar 1933 in Stams) mit dem ortsansässigen Hotelier Ferdinand Woldrich sei sie von Rudolf Heß davon überzeugt worden, dass Hitler immer noch an ihr interessiert sei und sie in München wieder zu sehen wünsche. Aber mehr als eine Liebesnacht sei aus der Anbahnung nicht entstanden. Hitler war zu einer Eheschließung aus politischen Gründen nicht bereit, schickte aber seinen persönlichen Anwalt Hans Frank, um ihr bei ihrer Scheidung zu helfen. 
Auch zu einem späteren Zeitpunkt (1934) soll er eine Beziehung – ohne Ehe – gewünscht haben, was sie allerdings ablehnte. Zu ihrer zweiten Heirat 1936 mit dem SS-Hauptsturmführer Georg Kubisch soll Hitler gratuliert haben. Bei ihrem letzten Treffen, 1938 in München, klagte er über die schlechte Beziehung zu Eva Braun. Als Kubisch 1940 bei Dünkirchen fiel, habe Hitler ihr einhundert rote Rosen geschickt.
Nach Kriegsende lebte Maria Kubisch eine Zeit lang mit Hitlers Schwester Paula Hitler zusammen und arbeitete als Hausmädchen in einem Hotel.
Der Hitler-Biograph Peter Longerich bewertet die Möglichkeit einer Liebesbeziehung skeptisch. Die Bekanntschaft ist mit Briefen von Hitler belegt, deren Inhalt lasse aber nicht auf eine Liebesbeziehung rückschließen. „Nichts deutet darauf hin, dass sich aus der Freundschaft eine intime Beziehung entwickelt hätte“, die Bekanntschaft habe nur „einige Monate“ gedauert.

## Referenz
1. ↑  Der Spiegel 25/1959 (online)
2. 1 2  Peter Longerich: Hitler. Eine Biographie. München 2015, S. 174 f.
3. 1 2  Foreign News: Uneven Romance. In: Time Magazine, 29. Juni 1959.
4. ↑  Rosenbaum, op.cit., S. 116.

| Personendaten    | Personendaten                                                                                            |
| ---------------- | --- |
| NAME             | Reiter, Maria                                                                                            |
| ALTERNATIVNAMEN  | Reiter, Maria Josepha (vollständiger Name); Reiter, Mimi; Reiter, Mitzi; Woldrich, Maria; Kubisch, Maria |
| KURZBESCHREIBUNG | deutsche Verlobte Adolf Hitlers                                                                          |
| GEBURTSDATUM     | 23. Dezember 1909                                                                                        |
| GEBURTSORT       | Berchtesgaden                                                                                            |
| STERBEDATUM      | 28. Juli 1992                                                                                            |
| STERBEORT        | München                                                                                                  |